# Ibbi-Sipiš
Ibbi-Sipiš ali Ibbi-Zikir je bil okoli leta 2320. pr. n. št. sedemnajst let  vezir eblaitskega kralja Isar-Damuja. Bil je sin svojega predhodnika Ibriuma, ki je bil Isar-Damujev vezir petnajst let.
Ibbi-Sipiš je obiskal mesta v širši okolici Eble, na primer Kiš, in sklenil sporazum z mestno državo Armi. Ne eni od tablic ja zapis, da je Ibbi-Sipiš v 32. letu Isar-Damujevega vladanja ubil Hidarja Marijskega, kralja glavnega rivala Eble v regiji. Tri leta kasneje je bila Ebla uničena, verjetno v napadu akadskega kralja Sargona Velikega. 
Do leta 1985 so se znanstveniki strinjali, da so Ibbi-Sipiš, Ibrium in Ibriumov predhodnik Ar-ennum kralji Ebla; posledično se je domnevalo, da so vladali po Isar-Damuju in pred uničenjem Eble. To domnevo se še vedno najde v številnih manj obveščenih virih. Leta 1985 so raziskovalci Eble odkrili, da omenjene osebe niso bili vladajoči kralji, ampak vezirji, nadaljnje preučevanje klinopisnih tablic pa je odprlo tudi  natančnejši vpogled v stanje v Ebli v tistem času.

## Sklic
1. ↑  Michael C. Astour (1992).  "History of Ebla". Eblaitica: Essays on the Ebla Archives and Eblaite Language, 3: 24.

## Vira
- Alfonso Archi. Ebla and Its Archives. De Gruyter, Boston, Berlin 2015. str. 24. ISBN 978-1-61451-716-0.
- Giovanni Pettinato.  Ebla, a new look at history. The Johns Hopkins University Press, Baltimore MD 1986. ISBN 0-8018-4150-X.